# 瀬川祥子
瀬川 祥子（せがわ さちこ、1967年〈昭和42年〉4月18日 - ）は、日本のヴァイオリニスト。

## 略歴
小児科医瀬川昌也とヴィオラ奏者瀬川純子（江戸純子）の長女として生まれる。
桐朋学園女子高等学校音楽科を首席で卒業後、桐朋学園大学ディプロマコース入学、モスクワ音楽院、パリ国立高等音楽学校で学ぶ。ベルリン芸術大学大学院修了。

## 受賞歴
- 1978年 - 第32回全日本学生音楽コンクール小学校の部 全国第1位。
- 1986年 - 第3回日本国際音楽コンクール 奨励賞 受賞。
- ヴィオッティ国際音楽コンクール 最高位 受賞。